# Catuvellaunos

Tribus celtas del sur del Reino Unido.

Los catuvellaunos fueron una tribu o reino celta-belga del sureste de Britania antes de la conquista romana.
La historia de los catuvellanos y de sus reyes antes de esa conquista puede reconstruirse a través de la evidencia numismática y por referencias dispersas en historias clásicas. Son mencionados por Dión Casio, que sugiere que lideraron la resistencia contra la conquista en el 43. Aparecen como una de las civitates de la Britania romana en la Geografía de Ptolomeo en el siglo II, ocupando las actuales Hertfordshire, Bedfordshire y el sur de Cambridgeshire, y situándose alrededor de la ciudad de Verulamium (actual San Albano).
Los catuvellaunos podrían estar relacionados con los catalaunos, un pueblo de la Gallia Belgica atestiguado en la región de Châlons-en-Champagne.

## Antes de la conquista romana
Casivellauno, que lideró la resistencia contra la primera expedición de Julio César a Britania en el 54 a. C., es considerado habitualmente como un miembro de los catuvellaunos. Su adscripción tribal no es mencionada por César, pero su territorio, norte del Támesis y oeste del Trinovantes, se corresponde con el que más tarde sería ocupado por los catuvellaunos. Los grandes terraplenes localizados en Devil's Dyke, cerca de Wheathampstead, Hertfordshire, se entiende que fueron motivados por haber sido la capital original de la tribu.
Tasciovano fue el primer rey en emitir moneda en Verulamium, comenzando hacia el 20 a. C. Parece ser que extendió su poder hacia el este a expensas de los Trinovantes, en tanto que algunas de sus monedas, ca 15-10 a. C., fueron emitidas en su capital Camulodunum (actual Colchester). Este avance pudo deberse probablemente a la presión por parte de Roma, y una ulterior serie de monedas fue emitida en Verulamium.
Sin embargo, Camulodunum fue reconquistada, bien por Tasciovano bien por su hijo Cunobelino, que lo sucedió ca 9 y reinó durante treinta años. Poco se sabe de la vida de Cunobelino, pero su nombre sobrevivió en distintas leyendas británicas, llegando a su culminación en la obra de William Shakespeare Cimbelino. Godofredo de Monmouth dice que fue enviado a la corte de César Augusto y dispuesto a pagar tributo a Roma. Los restos arqueológicos indican un incremento de relaciones comerciales y diplomáticas con el Imperio romano. Bajo Cunobelino y su familia los catuvellaunos parece que se convirtieron en el poder dominante en el sureste de Britania. Su hermano Epatico conquistó más territorio hacia el sur y el oeste a expensas de los atrébates hasta su muerte ca 35.
La historia conoce a tres hijos de Cunobelino. Adminio, cuya zona de poder según se desprende de sus monedas parece haber sido en Kent, fue exiliado por su padre poco antes del año 40 de acuerdo con Suetonio, incitando al emperador Calígula a montar su frustrada invasión de Britania. Otros dos hijos, Togodumno y Carataco, son nombrados por Dión Casio. No se conocen monedas de Togodumno, pero las pocas que hay de Carataco sugieren que siguió a su tío Epatico a la hora de completar la conquista de las tierras de los Atrebatos. Fue el exilio del rey de los atrebates, Verica, lo que incitó a Claudio a emprender una exitosa invasión, liderada por Aulo Plaucio, en el año 43.
Dión dice que Cunobelino murió en esta etapa y que Tugodumno y Carataco lideraron la resistencia inicial a la invasión en Kent. Fueron derrotados por Plautio en dos batallas cruciales en los ríos Medway (ver Batalla del río Medway) y Támesis. También dice que los Bodunnos, una tribu o reino que eran tributarios de los Catuvellanos, se cambiaron de lado. Esto puede tratarse de una errata por Dobunno, que vivían en Gloucestershire, y puede dar idea de cómo se extendía el poder de los catuvellaunos. Togodumno murió poco después de la batalla en el Támesis. Plautio se detuvo y pidió al emperador que se le uniese, y Claudio lideró el avance final a Camuloduno. Los territorios de los Catuvellaunos se convirtieron en el núcleo de la nueva provincia romana.

## Bajo el dominio de Roma
Carataco, sin embargo, había sobrevivido y continuó liderando la resistencia frente a los invasores. Tácito habla también de él en sus Anales como líder de los siluros y ordovicos en lo que es en la actualidad Gales, frente al gobernador romano Publio Ostorio Escápula. Ostorio lo derrotó en una complicada batalla en algún lugar del territorio ordoviciano (ver Batalla de Caer Caradoc) en el año 51, capturando a miembros de su familia, aunque Carataco escapase de nuevo. Marchó hacia el norte a la zona de los brigantes, pero su reina, Cartimandua, que era leal a los romanos, lo apresó y encadenó.
Carataco fue exhibido como botín de guerra en el triunfal desfile de la victoria celebrado en Roma. Se le permitió dirigir un discurso al Senado y fue tal la impresión que causó que él y su familia fueron liberados y se les permitió vivir en paz en Roma.
Verulamium, asentamiento romano cerca de Verlamion, alcanzó el estatus de municipium ca 50, permitiendo a sus principales magistrados conseguir la ciudadanía romana. Fue destruido durante la rebelión de Boudica en 60 o 61, pero pronto fue reconstruido. Su forum y basílica fueron terminadas en el año 79 u 81, y fueron dedicados con una inscripción inscripción por el gobernador Cneo Julio Agrícola al emperador Tito. Su teatro, el primer teatro romano en Britania, fue construido ca 140. 
Una inscripción señala que los civitas de los catuvellaunos fueron implicados en la reconstrucción del Muro de Adriano, probablemente en la época de Septimio Severo a comienzos del siglo III. Alban de Verulamiun, el primer cristiano britano mártir, fue un ciudadano de Verulamium de finales del siglo III o principios del IV, y allí fue asesinado. La ciudad tomó su nombre actual de él. La lápida de una mujer de los catuvellaunos llamada Regina, liberta y mujer de Barates, un soldado de Palmira en Siria, fue encontrada en el fuerte romano de Arbeia del siglo IV en los South Shields al noreste de Inglaterra.

## Lista de líderes catuvellaunos
1. Casivellauno, líder militar y probablemente un cacique, se le asocia con frecuencia a los catuvellaunos hacia el 54 a. C.
2. Tasciovano, c. 20 a. C. - 9
3. Cunobelino, 9 - 40
4. Togodumno
5. Caratacus